# Prix Gémeaux de la meilleure série humoristique
Le prix Gémeaux de la meilleure série humoristique ou spécial est une récompense télévisuelle remise par l'Académie canadienne du cinéma et de la télévision entre 1987 et 2015.

## Palmarès

### Meilleure série humoristique
- 1987 - Poivre et Sel
- 1988 - Rock et Belles Oreilles
- 1989 - Rock et Belles Oreilles
- 1990 - Rira bien ...
- 1991 - Rira bien ...
- 1992 - Juste pour rire
- 1993 - Taquinons la planète
- 1994 - La Petite Vie
- 1995 - La Petite Vie
- 1996 - Moi et l'autre
- 1997 - La Petite Vie
- 1998 - Un gars, une fille
- 1999 - Un gars, une fille
- 2000 - Un gars, une fille
- 2004 - Chick’n swell
- 2005 - Infoman
- 2006 - Ici Louis-José Houde
- 2007 - Infoman
- 2008 - Ici Louis-José Houde
- 2009 - 3600 secondes d'extase
- 2010 - Infoman
- 2011 - 3600 secondes d'extase
- 2012 - Infoman
- 2013 - Les Bobos
- 2014 - Infoman
- 2015 - Infoman
- 2016 - Like-moi!

### Meilleure série humoristique ou spécial
- 2001 - Infoman
- 2002 - Infoman
- 2003 - Infoman